# Jacqui McShee
Jacqueline "Jacqui" McShee, född den 25 december 1943 i Catford, London Borough of Lewisham är en engelsk sångerska som uppträtt med gruppen Pentangle sedan 1967.